# Kinks (musikalbum)
Kinks är debutalbumet av den engelska rockgruppen The Kinks, utgivet 1964 och producerat av Shel Talmy. Albumet innehåller bland annat singeln "You Really Got Me", en tidig hitlåt byggd på kvintackord som hade stor inverkan på kommande rockmusiker.

## Låtlista
| 1. | Beautiful Delilah         | Chuck Berry              | 2:07 |
| 2. | So Mystifying             | Ray Davies               | 2:58 |
| 3. | Just Can't Go to Sleep    | Davies                   | 1:58 |
| 4. | Long Tall Shorty          | Herb Abramson, Don Covay | 2:50 |
| 5. | I Took My Baby Home       | Davies                   | 1:48 |
| 6. | I'm a Lover Not a Fighter | J. D. "Jay" Miller       | 2:03 |
| 7. | You Really Got Me         | Davies                   | 2:13 |

| 8.  | Cadillac                           | Bo Diddley         | 2:44 |
| 9.  | Bald Headed Woman                  | Shel Talmy         | 2:41 |
| 10. | Revenge                            | Davies, Larry Page | 1:29 |
| 11. | Too Much Monkey Business           | Chuck Berry        | 2:16 |
| 12. | I've Been Driving on Bald Mountain | Talmy              | 2:01 |
| 13. | Stop Your Sobbing                  | Davies             | 2:06 |
| 14. | Got Love If You Want It            | James Moore        | 3:46 |

## Medverkande
The Kinks
- Ray Davies – huvudsång (2, 3, 5, 7-10, 12-14), kompgitarr, keyboards, munspel
- Dave Davies – sologitarr, bakgrundssång, huvudsång (1, 4, 6, 11)
- Pete Quaife – elbas, bakgrundssång
- Mick Avory – trummor, tamburin

Övriga musiker
- Jimmy Page – 12-strängad gitarr, akustisk gitarr
- Jon Lord – piano
- Bobby Graham – trummor
- Rasa Didzpetris-Davies – bakgrundssång på "Stop Your Sobbing"

Produktion
- Simon Heyworth – remastering
- Klaus Schmalenbach – design, fotografi
- Brian Sommerville – 1998 liner notes
- Peter Doggett – 2011 liner notes